# 1832 Mrkos
1832 Mrkos (mednarodno ime je tudi 1832 Mrkos) je asteroid v glavnem asteroidnem pasu. 

## Odkritje
Asteroid je odkrila ruska astronomka Ljudmila Ivanovna Černih (*1935) 11. avgusta 1979 na Krimskem astrofizikalnem observatoriju (Naučnij). Asteroid ima po češkem astronomu Antonínu Mrkosu (1918 – 1996)

## Lastnosti
Asteroid Mrkos obkroži Sonce v 5,77 letih. Njegova tirnica ima izsrednost 0,108, nagnjena pa je za 14,955° proti ekliptiki. Premer asteroida je 30,78 km.